# Medium coeli
Medium coeli, (Mᶜ, MC) – punkt zdefiniowany w układzie ekliptycznym, w którym ekliptyka przecina się z południkiem miejscowym. 
Jego położenie zależy od punktu pomiaru. Jeżeli pomiar dokonywany jest na półkuli północnej, to Medium coeli znajduje się na południu, jeżeli pomiar dokonywany jest na półkuli południowej, to Medium coeli leży na półkuli północnej. Punkt leżący do niego po przeciwnej stronie, czyli w drugim punkcie przecięcia to Imum coeli. Punkty te nie są identyczne z zenitem i nadirem, jak się niekiedy błędnie podaje.
Termin wykorzystywany jest w astrologii do tworzenia horoskopów, oznacza "środek nieba" (łac.).